# جوزيب فوكوفيتش
جوزيب فوكوفيتش هو لاعب كرة قدم كرواتي في مركز الوسط، ولد في 2 مايو 1992 في سبليت في كرواتيا. شارك مع منتخب كرواتيا تحت 17 سنة لكرة القدم ومنتخب كرواتيا تحت 19 سنة لكرة القدم. أما مع النوادي، فقد لعب مع نادي إسترا 1961 وهايدوك سبليت ونادي الفيصلي.

## وصلات خارجية
- جوزيب فوكوفيتش على موقع اتحاد كرواتيا (الكرواتية)
- جوزيب فوكوفيتش على موقع اتحاد تركيا (لاعب) (الإنجليزية)
- جوزيب فوكوفيتش على موقع قاعدة بيانات كرة القدم.إي يو (الإنجليزية)
- جوزيب فوكوفيتش على موقع Soccerway.com (الإنجليزية)
- جوزيب فوكوفيتش على موقع عالم كرة القدم.نت (الإنجليزية)